# Mont Forel
Mont Forel is een berg in het zuidoosten van Groenland, gemeente Sermersooq. De berg maakt deel uit van het gebergte Schweizerland.
Deze berg bevindt zich in een populaire bergbeklimmersbestemming, net als de Watkinsbergen naar het noordoosten en de Stauningalpen verder naar het noorden.

## Geschiedenis
De berg kreeg in 1912 zijn naam van de Zwitserse geofysicus en Arctisch ontdekker Alfred De Quervain, nadat hij de ijskap had overgestoken van Godhavn in het westen naar de Sermilik-fjord aan de oostkust.

##### Eerste beklimming
De eerste beklimming was in 1938 door een Zwitserse expeditie van de Akademischer Alpen-Club uit Zürich, geleid door André Roch. Het team bestond uit 7 Zwitsers, 8 Inuit, 8 sleden en 55 honden.
De oostkust van Groenland moest bereikt worden nadat het pakijs voldoende is opengebroken, en de expeditie moest weer vertrokken zijn voordat het ijs na de zomer weer te veel vastvriest. Vanuit Ammassalik voer men per motorboot naar het begin van de Sermilik fjord. Vandaar het binnenland in door het beklimmen van gletsjers, en door het tussenliggend gebergte, tot de voet van Mt. Forel. De afstand vanuit de fjord tot de voet van de berg is ongeveer 150 km. Op 22 juli 1938 vertrok men vanaf de fjord. Het voorttrekken gebeurde in de nacht als het koel is en de sneeuw bevroren. Op de helft van de tocht gingen zeven Inuit met hun sleden en 40 honden terug. 
Op 1 augustus werd kamp gemaakt bij Mt. Forel; er was 9 dagen gereisd met gemiddeld 19 km per dag. Drie leden zouden de noordroute zoeken, die in 1931 was geprobeerd door Wager en Stephenson. André Roch met twee anderen zochten een zuidroute. Na een steile klim over een gletsjer was de top via de zuidgraat zonder veel problemen bereikbaar. De met ijs bedekte top bleek "vlak als een voetbalveld". De andere groep slaagde er niet in om via de noordkant een goede route te vinden. Twee overige expeditieleden verkenden een deel van de achter de bergrug liggende ijskap, waarbij ze tevens de Gautier (3200 m.) beklommen.
Er werden nog twee andere drieduizenders beklommen, de Perfect en de Fruebjörg. Ook de Laupersbjörg (2580 m.) genoemd naar de Zwitserse beklimmer Hans Lauper, werd bedwongen. Dat gebeurde op 13 augustus, na het bereiken van de top in de middag bij zonnig en windstil weer moest 4 uur worden gewacht op het bevriezen van de sneeuw in de couloir zodat zonder lawinerisico kon worden afgedaald. 
Een boot van de Deense regering bracht hen begin september terug naar Ammassalik.

## Ligging
Mont Forel is de hoogste piek buiten het gebied van de Watkinsbergen, waar de hoogste berg van Groenland, Gunnbjørn Fjeld, ligt. De ligging is net ten noorden van de poolcirkel en ruim 100 km ten noorden van Ammassalik. De hoogte is 3383 meter, over de top ligt een ijskoepel.